# Třída H (1916)
Třída H byla třída ponorek Italského královského námořnictva. Celkem bylo postaveno osm jednotek této třídy. Jedna byla potopena za první a dvě za druhé světové války.

## Stavba
Ponorky představovaly derivát amerického Typu Holland 602. Pro italské námořnictvo je postavila kanadská loděnice Canadian Vickers v Montréalu.
Jednotky třídy H:
| Jméno | Spuštěna        | Vstup do služby | Osud |
| ----- | --------------- | --------------- | --- |
| H-1   | 16. října 1916  | 1916            | Vyškrtnuta 1947. |
| H-2   | 19. října 1916  | 1916            | Vyškrtnuta 1947. |
| H-3   | 26. dubna 1917  | 1917            | Vyškrtnuta 1937. |
| H-4   | 17. dubna 1917  | 1917            | Vyškrtnuta 1947. |
| H-5   | 25. dubna 1917  | 1917            | Dne 16. dubna 1918 v Jaderském moři omylem torpédována a potopena britskou ponorkou HMS H-1.                           |
| H-6   | 23. dubna 1917  | 1917            | Dne 14. září 1943 byla po italské kapitulaci zajata Němci. Roku 1944 potopena vlastní posádkou v Bonifaciu na Korsice. |
| H-7   | 24. května 1917 | 1917            | Vyškrtnuta 1930. |
| H-8   | 24. května 1917 | 1917            | Dne 5. června 1943 v La Spezia potopena letectvem. Po vyzvednutí sloužila jako plovoucí stanice pro dobíjení baterií.  |

## Konstrukce
Ponorka nesly čtyři příďové 457mm torpédomety se zásobou šesti torpéd. Pohonný systém tvořily dva diesely a dva elektromotory, pohánějící dva lodní šrouby. Nejvyšší rychlost dosahovala třináct uzlů na hladině a jedenáct uzlů pod hladinou. Dosah byl 1600 námořních mil při rychlosti deset uzlů na hladině. Hloubka ponoru až osmdesát metrů.

### Modifikace
Po roce 1920 ponorky dostaly palubní kanón.